# Paragomphus tachyerges
Paragomphus tachyerges là loài chuồn chuồn trong họ Gomphidae. Loài này được Lieftinck mô tả khoa học đầu tiên năm 1934.